# Пулозеро (село)
Пулозеро (кильд. саам. Полъя̄ввьр сыййт) — село в Кольском районе Мурманской области. Входит в сельское поселение Пушной.

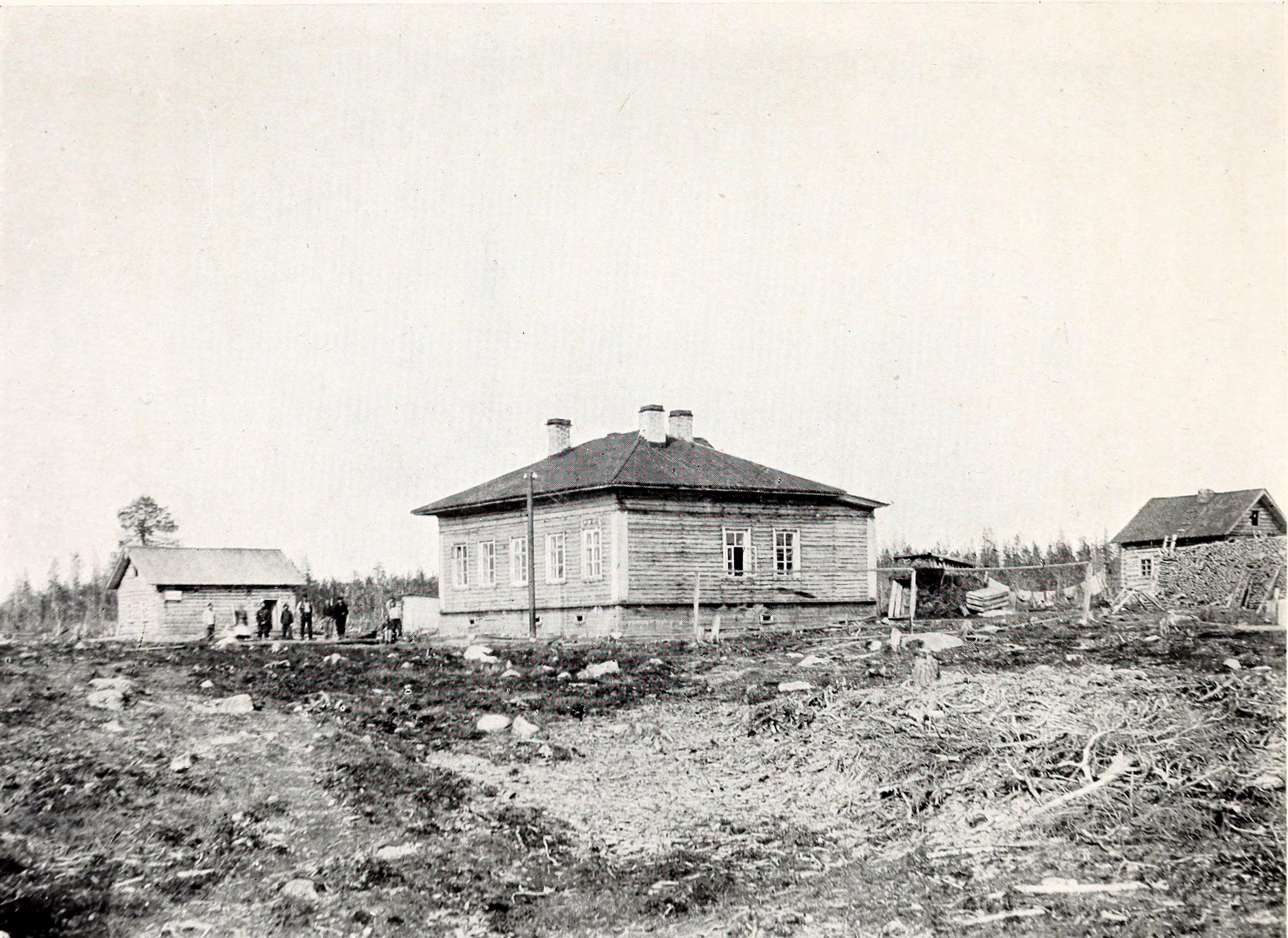
Пулозеро в начале XX века

## Население
| 2002 | 2010 |
| ---- | ---- |
| 13   | ↘7   |

Численность населения, проживающего на территории населённого пункта, по данным Всероссийской переписи населения 2010 года составляет 7 человек, из них 4 мужчины (57,1 %) и 3 женщины (42,9 %).
По данным переписи 2002 года в селе жило 13 человек.

## Известные уроженцы, жители
В селе провёл детство мурманский поэт и журналист Александр Подстаницкий.

## Инфраструктура
Путевое хозяйство. Действует железнодорожная станция Пулозеро.

## Транспорт
Село доступно автомобильным и железнодорожным транспортом.
Автомобильная дорога «железнодорожная станция Оленегорск — село Пулозеро» (идентификационный номер 47 ОП РЗ 47К-044).